# Zajid Mangudadatu
Zajid Gaguil Mangudadatu, detto Dong (Pandag, 10 ottobre 1975), è un politico filippino.
È entrato nel mondo della politica nel 2007, quando è stato eletto sindaco della municipalità di Pandag. Dopo due mandati, nel 2013 è divenuto membro della Camera dei rappresentanti, per il secondo distretto di Maguindanao.

## Biografia
Membro del clan politico dei Mangudadatu, è fratello di Freddie, Khadafee ed Esmael, quest'ultimo noto per i fatti del massacro di Maguindanao.
Nell'ottobre 2018 annunciò la sua candidatura al Senato delle Filippine, sostenuto sia dal PDP-Laban che dal neonato Hugpong ng Pagbabago di Sara Duterte. La sua piattaforma si focalizzò sullo sviluppo della regione di Mindanao e sullo sfruttamento della palude di Marsh, area che si ritiene contenga depositi di gas naturale. Benché fosse acclamato nella sua regione natia di Mindanao e vantasse l'endorsement dei Duterte, Mangudadatu fu l'unico esponente del PDP-Laban – che oltre a lui presentò i vari Go, dela Rosa, Pimentel e Tolentino – a non compiere il proprio ingresso nella camera alta, classificandosi in diciannovesima posizione con quasi sette milioni e mezzo di voti.